# 花之御所

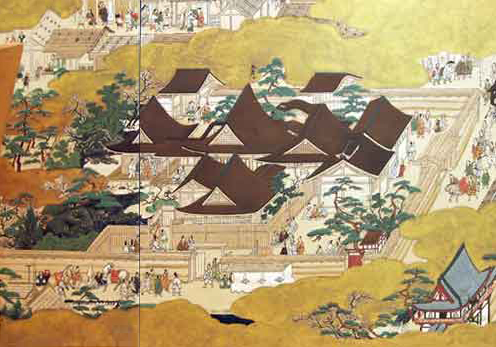
上杉本陶《洛中洛外图》里描绘的花之御所

花之御所，通稱室町第、室町殿，是室町幕府第三代将军足利义满于京都室町修建的一座宅邸，作为将军的住所和处理政务的场所。花之御所得名于园中所种植的各种花卉。

## 沿革
室町幕府初代将军足利尊氏去世後，其子足利義詮敘任第二代將軍，居住於京都的三條坊門殿，並購置了室町季顯的宅邸且修築一座小型花亭作為自己的別邸，之後足利義詮將此宅邸獻給崇光天皇，因為建有花亭，所以崇光天皇將之賜名為花之御所，但後來御所為南北朝戰亂焚毀。
將軍足利義詮去世後其子足利義滿敘任第三代將軍，義滿在統治時期結束了南北朝近半個世紀的對立，於1378年在京都北小路室町崇光天皇御所舊址上將今出川公直被大火焚毀的宅邸拼在一起（東西1町、南北2町）開始建設足利家的宅邸，1379年室町邸的寢殿完工，1381年，室町第完工，足利義滿將居住地由三條坊門殿遷入室町第。足利將軍居住的室町第佔地範圍是天皇皇宮京都御所的兩倍，其中反映了足利義滿對京都公家文化的喜愛及幕府的強大財力，就在室町第建造的同時，足利義滿修築了京都室町大道，由此幕府將軍可直接由室町大道前往京都一條拜謁天皇。室町第的庭院內引入鴨川江水，擺設了全國各地守護大名獻上的奇花異草，四季開放。此時花之御所的名稱才正式確立下來，足利義滿還與後円融天皇及關白二條師嗣於花之御所一同蹴鞠開和歌會。1394年，足利義滿退位由其子足利義持繼任將軍，自己遷居新建的北山第（今鹿苑寺）隱居、督政。足利義滿死後，義持遷居北山第，室町第成為別邸，直到六代將軍足利義教時才遷回室町第聽政、居住。
1472年，八代將軍足利義政在位時爆發應仁之亂，近二十多位守護大名紛紛自領國率領軍隊到京都加入細川勝元的東軍或山名宗全的西軍，近二十萬軍隊雲集京都混戰，十一年後東、西兩軍議和、應仁之亂結束，京都經歷十一年的戰火被夷為平地。幕府失去對全國的統治權，日本進入戰國時代，花之御所也為戰火焚毀，之後，足利義政開始剝削百姓募集金錢新建了東山第並遷居該邸，拋棄了花之御所。之後的歷代室町幕府將軍小規模的重建了花之御所的部分建築，但已無法重建至原先的規模，幕府將軍亦再無固定的居住地。
十三代將軍足利義輝於1559年在守護大名斯波氏位於京都二條的宅邸舊址上建設二條御所，此後將軍便居住於二條御所，1565年，畿內霸主三好氏家臣松永久秀聯合三好三人眾圍攻二條御所弒殺足利義輝，二條御所被焚毀，史稱永祿之變。末代將軍足利義昭被織田信長擁立進入京都，名正言順的繼任將軍，於京都暫居相國寺，後來織田信長於二條御所舊址上為足利義昭修築二條城，是一座京都的城中之城，甚為牢固，後來足利義昭與織田信長對立，織田信長放逐足利義昭，持續了235年的室町幕府滅亡。室町第花之御所舊址此時已荒廢多年無人問津，花之御所的舊址也淹沒在歷史的進程中。成為室町幕府足利將軍家的輝煌見證。
現今的京都花之御所舊址上是民宅，無跡可尋。